# Wolves (film 2014)
Wolves è un film canadese-staunitense del 2014 diretto da David Hayter.

## Trama
Cayden Richard ha una vita perfetta: il più popolare della scuola, capitano della squadra di football, due genitori che lo amano e una fidanzata, Lisa. Questa esistenza perfetta viene sconvolta con l'inizio di vari sogni, secondo i genitori dovuti agli ormoni. Durante una partita di football, Cayden viene umiliato da un membro della squadra avversaria e, pieno di rabbia, lo aggredisce in modo animalesco e inconsueto, facendo stranire i visitatori. Il preside, i genitori, Lisa e lo stesso Cayden non riescono a spiegare quello che è successo. Lisa cerca di confortarlo e i due incominciano ad amoreggiare, fino a quando Cayden perde il controllo, diventando un lupo e aggredendo la ragazza. Si risveglia poi nella sua camera, con a fianco i corpi dei genitori, uccisi dallo stesso figlio. Lisa ha intanto avvertito la polizia, che danno la caccia al ragazzo, facendolo diventare un fuggitivo.
La vita perfetta di Cayden viene sconvolta, facendo diventare il ragazzo un reietto e un vagabondo. Nonostante lui abbia deciso di controllarsi per timore di mietere altre vittime, la sua ira diventa incontrollabile quando due uomini incominciano a picchiare una prostituta. Il ragazzo si trasforma e uccide i due, ma la prostituta fugge terrorizzata dal suo stesso salvatore. Al telegiornale, la stampa chiede a Lisa se sapesse che Cayden fosse stato adottato. Quest'affermazione spaventa anche lui, visto che i genitori non gli avevano mai rivelato una cosa del genere. Continuando il suo viaggio, Cayden incontra Joe il selvaggio. I due si incontrano in un bar e l'estraneo confessa di essere un lupo e che ne esistono altri, proprio a Lupine Ridge. Arrivando in città, le cose non sono esattamente come si aspettava: tutti sono molto diffidenti e irascibili, tranne la dolce e sensuale Angel (abbreviazione di Angelina Timmins) e la sua goffa sorella Gail.
A Lupine Ridge domina la legge dura e selvaggia di Connor, che non vuole la presenza di Cayden in città. John e Clara Tollerman, una coppia di anziani sposati, lo ospitano a casa loro, dando al ragazzo un lavoro e un'abitazione. Tuttavia, l'intera popolazione non conosce il vero nome di Cayden, visto che si presenza a loro col nome di Danny Daniel, per evitare che qualcuno lo riconosca per l'omicidio dei genitori. Nonostante ciò, i servizi faranno scoprire la verità a molte persone, tra cui Carter, che afferma di essere il cugino di secondo grado di Cayden. Gli intima di andarsene dalla città e di stare attento a Connor. Successivamente, Carter viene interrogato da Connor, mentre Cayden viene avvicinato da Angel, che sa della sua vera identità. La ragazza porta nel bosco, dove scoprono della morte di Carter per mano di Connor e della sua banda. Giungono poi a casa di John e Clara, anche a loro a conoscenza dell'identità del ragazzo.
John e Clara rivelano a Cayden una terribile verità: sua madre, Lucinda, una purosangue (esistono due tipi di lupo: i purosangue, che sono di razza pura e quindi più forti, e i trasformati) venne violentata da Connor, che era innamorato di lei. Il padre della donna, saputo della sua gravidanza, le ordina di andarsene dal paese, ma lei venne tenuta in custodia segreta da John e Clara, fino al momento della nascita del bambino, che è appunto Cayden. Dopo che il bambino venne dato in adozione, Lucinda si suicidò e Connor non seppe mai del figlio. Anzi, quest'ultimo, pieno di dolore per la morte dell'amata, iniziò a perdere il controllo e a formare una banda di lupi pronti a sterminare tutti coloro che si oppongono al suo volere. Venne poi fatto un patto tra i lupi rimasti della famiglia di Lucinda (John, Clara, Angel, Gail, Carter e altri): loro non avrebbero interagito con la banda, in cambio della pace. Ma ora, che Connor è vecchio, sta pensando alla dinastia ed è quindi intenzionato ad avere un figlio con Angel.
Cayden non riesce ad accettare la verità, perché non vuole avere un padre del genere, né perdere Angel, che ama con tutto se stesso. La ragazza gli mostra come gestire i suoi poteri, ma mentre lo fa, i due si baciano. Successivamente Cayden, non potendo nascondere il suo odio irrefrenabile per il padre, decide di affrontarlo, raccontandogli perfino la verità su se stesso e Lucinda (che John e Clara gli hanno nascosto per tanto tempo). Cayden si confronta con Connor e la sua banda, ma cercando di non uccidere nessuno, viene ferito e sconfitto. Il giorno successivo, Angel aiuta il ragazzo a curarsi, correndo e trasformandosi di nuovo in lupo. Quest'ultimo intanto piazza degli esplosivi da usare come arma contro il nemico. Connor, stanco di aspettare, rapisce John, Clara, Angel e Gail. Grazie alla luna piena, Cayden diventa molto più forte e uccide tutta la banda del padre, liberando l'amata e gli amici. Lo stesso Connor viene sconfitto, ma il figlio rifiuta di ucciderlo. Il padre, da parte sua, rivela che non ha mai violentato Lucinda, ha mentito per proteggerla, ed è diventato così proprio per la sua perdita.
Le cose tra Connor e Cayden sembrano chiarite, ma appare Joe il selvaggio che fa un'altra importante rivelazione: il viaggio di Cayden, il suo arrivo al villaggio, la battaglia e l'esito finale sono stati tutte sue macchinazioni per vendicarsi dell'emarginazione a cui è stato sottoposto da Connor. Per far proseguire il suo piano, inoltre, ha dovuto uccidere perfino i genitori di Cayden. Connor viene ucciso da Joe e quest'ultimo combatte contro Cayden. Quest'ultimo vince e non riesce a perdonarlo, uccidendolo. Il giorno dopo, la pace torna in città. Cayden e Angel decidono di andarsene per poter visitare la città, realizzando il loro sogno di essere liberi. John regala al ragazzo una mappa genealogica e lo incita a trovare i suoi cugini; ma questa è un'altra storia.

## Accoglienza
Le critiche sono state molto negative, addirittura Rotten Tomatoes indica una percentuale del 26% di voti positivi, basandosi su 19 recensioni.